# Antonio Marsá Prat
Antonio Marsá Prat (Tarrasa, Barcelona 1897 - 1983) fue un arquitecto español, especialmente activo entre la década de los años 20 y 60, enmarcado en el estilo regionalista, art decó y racionalismo. Desarrolló su carrera principalmente en Madrid.

## Biografía
Marsá Prat se tituló en febrero de 1927. Era hijo de un comerciante de Villaviciosa de Odón. Se inició en obras de estilo historicista y regionalista en los años 20, siendo uno de sus primeros edificios el bloque de la calle Miguel Ángel 16 en Madrid, conocido como Edificio Baixeras y Carballo, donde ya se dejaba ver cierto aire art decó que estará presente en futuras obras. Fue terminado en 1931. En 1935 se presentó al IV Concurso Nacional de Arquitectura con el anteproyecto para un Museo del Coche y del Arte Popular. Para 1941 diseño un edificio Streamline moderne en la zona de la madrileña glorieta de Rubén Darío, donde actualmente se encuentra la Subdirección General de Sanidad e Higiene Vegetal. En esa misma época y en el mismo estilo diseñó el bloque de viviendas para Don Felipe de la Calle Cabezas. Muchas de sus obras fueron en colaboración con el prestigioso arquitecto Antonio Vallejo Álvarez. Durante la II República, realizó algunos conjunto escolares en la provincia de Huelva.

## Obras

### En Madrid
- Monte Esquinza, 26 (1925)
- Edificio Benito Gutiérrez 14 (1928)
- Viviendas para Don Teófilo Buendía (1929)
- Edificio Fernández de la Hoz 31 y Viriato 75 (1930)
- Edificio Martínez Campos 13 (1930)
- Edificio Núñez de Balboa 32 (1935)
- Edificio Baixeras y Carballo (1931)
- Viviendas para Don Benigno González Gómez (1934)
- Edificio Construcciones Argüelles e inmobiliaria CYASA (1935)
- Edificio Núñez de Balboa 32 (1935)
- Edificio Castello 20, 22 y 24(1935)
- Viviendas para Don Felipe de la Calle Cabezas (1940)
- Bloque de viviendas y oficinas Almagro 33 (1941)
- Edificio Viriato 46 (1942)

### En otros lugares
- Proyecto de la Escuela graduada de doce secciones y Cantillana en Sevilla (1935)
- Colegio Nacional Divino Salvador de Cortegana en Huelva (1933-1942)
- Grupo escolar de La Nava en Huelva, actual Casa de Cultura (1935)
- Torres de viviendas SETSA y cine Maripeña de La Felguera en Asturias (1961)